# Nissan Maxima
Nissan Maxima er en bilmodel i den øvre mellemklasse, bygget af den japanske bilfabrikant Nissan i flere generationer siden 1981.
Oprindeligt blev betegnelsen Maxima fra 1981 brugt som tilnavn til en sekscylindret udgave af Nissan Bluebird med forlænget forvogn. Senere betegnede navnet en selvstændig modelserie. I Europa sælges Maxima siden 1989. Den siden 1989 byggede Nissan Cefiro er baseret på Maxima. Maxima A33 bygges på licens af Pars Khodro i Iran.

## Byggeserier

### Datsun/Nissan Maxima (1981−1984)
Den første Maxima var en Datsun Bluebird af byggeserie 910 med forlænget akselafstand (2650 i stedet for 2525 mm), for at gøre plads til den sekscylindrede rækkemotor af typen L24E på 2,4 liter med 90 kW (122 hk). Modellen solgtes hovedsageligt i USA og fandtes som firedørs sedan og femdørs stationcar.

### Nissan Maxima (U11) (1984−1988)
I modsætning til tidligere var efterfølgeren Nissan Bluebird (byggeserie U11) fra starten af beregnet til indbygning af en sekscylindret motor. I Maxima var det en treliters V6-motor af typen VG30E med 113 kW (154 hk) og første gang trak på forhjulene. Den hovedsageligt for USA beregnede Maxima fandtes fortsat som sedan og stationcar.
| Tekniske specifikationer | Tekniske specifikationer | Tekniske specifikationer | Tekniske specifikationer   | Tekniske specifikationer   |
| Model                    | Cylindre/ ventiler       | Slagvolume               | Max. effekt ved omdr./min. | Max. moment ved omdr./min. |
| ------------------------ | ------------------------ | ------------------------ | -------------------------- | -------------------------- |
| 3.0                      | 6 / 12                   | 2960 cm³                 | 113 kW (154 hk) / 5200     | 226 Nm / 3000              |

### Nissan Maxima (J30) (1988−1995)
Tredje generation af Maxima kunne fra marts 1989 for første gang også fås i Europa, hvor den afløste Nissan Laurel. Den fandtes fremover kun som firedørs sedan, stationcaren fandtes ikke længere. Motoren var på 3,0 liter og ydede med 12 ventiler 125 kW (170 hk) og med 24 ventiler 142 kW (193 hk).
| Tekniske specifikationer | Tekniske specifikationer | Tekniske specifikationer | Tekniske specifikationer   | Tekniske specifikationer   | Tekniske specifikationer | Tekniske specifikationer |
| Model                    | Cylindre/ ventiler       | Slagvolume               | Max. effekt ved omdr./min. | Max. moment ved omdr./min. | 0-100 km/t               | Topfart                  |
| ------------------------ | ------------------------ | ------------------------ | -------------------------- | -------------------------- | ------------------------ | ------------------------ |
| 3.0                      | 6 / 12                   | 2960 cm³                 | 125 kW (170 hk) / 5600     | 248 Nm / 2800              | 8,7 sek.                 | 220 km/t                 |
| 3.0                      | 6 / 24                   | 2960 cm³                 | 142 kW (193 hk) / 5600     | 257 Nm / 4000              |                          | 209 km/t                 |

### Nissan Maxima (A32) (1995−2000)
I 1995 kom der et nyt design og nye motorer, som i de europæiske versioner medførte, at 3-liters-modellerne fik deres ydelse hævet til 142 kW (193 hk) og at der kom en ny 2-liters V6-motor med 103 kW (140 hk); andre steder fandtes der en 2,5-liters V6-motor med 140 kW (190 hk). Modellens design var kun diskret ændret i forhold til forgængeren, i teknikken undgik man forgængerens svage sider (ødelagte udstødningsrør og automatgearkasser på grund af de højere hastigheder i Europa). Denne model råder over den efter europæiske forhold teknisk komplicerede bagaksel, som på efterfølgeren blev afløst af en noget enklere udførelse.
| Tekniske specifikationer | Tekniske specifikationer | Tekniske specifikationer | Tekniske specifikationer   | Tekniske specifikationer   | Tekniske specifikationer | Tekniske specifikationer |
| Model                    | Cylindre/ ventiler       | Slagvolume               | Max. effekt ved omdr./min. | Max. moment ved omdr./min. | 0-100 km/t               | Topfart                  |
| ------------------------ | ------------------------ | ------------------------ | -------------------------- | -------------------------- | ------------------------ | ------------------------ |
| 2.0                      | 6 / 24                   | 1997 cm³                 | 103 kW (140 hk) / 6400     | 177 Nm / 4400              | 11,3 sek.                | 200 km/t                 |
| 2.5                      | 6 / 24                   | 2496 cm³                 | 140 kW (190 hk) / 6400     | 235 Nm / 4000              |                          | 210 km/t                 |
| 3.0                      | 6 / 24                   | 2988 cm³                 | 142 kW (193 hk) / 6400     | 255 Nm / 4000              | 8,3 sek.                 | 230 km/t                 |

### Nissan Maxima (A33) (2000−2004)
A33'eren var en faceliftet A32 med en anden bagaksel og længere stødfangere. De europæiske og de amerikanske versioner havde forskellige frontpartier.
I Europa fandtes fortsat to V6-motorer på 2,0 og 3,0 liter med hhv. 103 kW (140 hk) og 147 kW (200 hk), i mange lande også en 2,5 med 154 kW (209 hk). I Nordamerika fandtes fortsat kun 3,0'eren, som i 2002 blev afløst af en 3,5'er med 188 kW (255 hk). Modellen med manuel gearkasse havde en tophastighed på over 230 km/t, mens modellen med automatgear kun kunne køre 210 km/t.
| Tekniske specifikationer | Tekniske specifikationer | Tekniske specifikationer | Tekniske specifikationer   | Tekniske specifikationer   | Tekniske specifikationer | Tekniske specifikationer |
| Model                    | Cylindre/ ventiler       | Slagvolume               | Max. effekt ved omdr./min. | Max. moment ved omdr./min. | 0-100 km/t               | Topfart                  |
| ------------------------ | ------------------------ | ------------------------ | -------------------------- | -------------------------- | ------------------------ | ------------------------ |
| 2.0                      | 6 / 24                   | 1997 cm³                 | 103 kW (140 hk) / 6400     | 179 Nm / 4000              | 11,3 sek.                | 203 km/t                 |
| 2.5                      | 6 / 24                   | 2496 cm³                 | 154 kW (209 hk) / 6400     | 265 Nm / 4000              |                          | 210 km/t                 |
| 3.0                      | 6 / 24                   | 2988 cm³                 | 147 kW (200 hk) / 6400     | 271 Nm / 3600              | 8,2 sek.                 | 230 km/t                 |
| 3.5                      | 6 / 24                   | 3498 cm³                 | 188 kW (255 hk) / 5800     | 333 Nm / 4400              |                          |                          |

### Nissan Maxima (A34) (2003−2008)
Den i sommeren 2003 introducerede Maxima af byggeserie A34 solgtes ikke længere i Europa. Den firedørs sedan drives af en 3,5-liters V6-motor med 2 x 2 overliggende knastaksler og en effekt på 197 kW (268 hk). Motoren trækker på forhjulene ved hjælp af en sekstrins manuel eller femtrins automatisk gearkasse.
| Tekniske specifikationer | Tekniske specifikationer | Tekniske specifikationer | Tekniske specifikationer   | Tekniske specifikationer   | Tekniske specifikationer | Tekniske specifikationer |
| Model                    | Cylindre/ ventiler       | Slagvolume               | Max. effekt ved omdr./min. | Max. moment ved omdr./min. | 0-100 km/t               | Topfart                  |
| ------------------------ | ------------------------ | ------------------------ | -------------------------- | -------------------------- | ------------------------ | ------------------------ |
| 3.5                      | 6 / 24                   | 3498 cm³                 | 197 kW (268 hk) / 5800     | 346 Nm / 4400              |                          | 220 km/t                 |

### Nissan Maxima (A35) (2008−)
Heller ikke den i 2008 introducerede Maxima af byggeserie A35 sælges længere i Europa.
| Tekniske specifikationer | Tekniske specifikationer | Tekniske specifikationer | Tekniske specifikationer   | Tekniske specifikationer   | Tekniske specifikationer | Tekniske specifikationer |
| Model                    | Cylindre/ ventiler       | Slagvolume               | Max. effekt ved omdr./min. | Max. moment ved omdr./min. | 0-100 km/t               | Topfart                  |
| ------------------------ | ------------------------ | ------------------------ | -------------------------- | -------------------------- | ------------------------ | ------------------------ |
| 3.5                      | 6 / 24                   | 3498 cm³                 | 216 kW (294 hk) / 6400     | 354 Nm / 4400              | 6,3 sek.                 | 225 km/t                 |